# Jim Sasseville
James Frederick Sasseville (Minneapolis, 28 agosto 1927 – Los Altos, 30 novembre 2005) è stato un fumettista e designer statunitense, conosciuto per essere stato uno dei "ghost" dei Peanuts, vale a dire un aiutante dietro le quinte per la realizzazione della famosa striscia a fumetti creata da Charles Monroe Schulz.
Si arruola nella Marina degli Stati Uniti prestando servizio per 11 mesi e 29 giorni durante la Seconda guerra mondiale. Si diploma alla Scuola d'Arte triennale di Minneapolis nel 1948, intraprendendo poi la via dell'insegnamento. Qui conosce il compaesano Schulz diventandone presto amico, e proprio grazie a lui è spinto ad occuparsi di fumetti. A metà del 1952 è costretto ad interrompere l'attività perché richiamato per la Guerra di Corea, come tutti gli uomini e le donne che avevano fatto il servizio militare per meno di un anno. L'arruolamento si protrae fino al 1954. Tornato ad insegnare disegno conosce Helga, che sposa nel 1956. Nel giro di pochi mesi Sasseville diventa stretto collaboratore di Schulz, in cerca di un aiutante in grado di fargli risparmiare tempo rimanendo il più possibile fedele al proprio stile di disegno. Oltre ai citati Peanuts, dove è Dale Hale poi a prendere in eredità il lavoro, il suo supporto comprende anche le strisce di It's Only a Game (È solo un gioco).
L'originale opera è dedicata allo sport, i giochi ed i passatempi, ma soprattutto a come la vittoria e la sconfitta sono vissute dai giocatori. La pubblicazione inizia il 3 novembre 1957 in circa una trentina di giornali ma non ha grande successo. Nel frattempo nel maggio 1958 Schulz e Sasseville si trasferiscono nel Nord California. L'11 gennaio 1959 la striscia termina e Sasseville lascia il mondo del fumetto. Nell'aprile 1960 è assunto come grafico alla Varian, società che produce radar nell'area della Baia di San Francisco, restandovi fino al pensionamento avvenuto nel 1990.
La moglie Helga muore nel 1995.
Jim Sasseville muore il 30 novembre 2005, dopo che la malattia di Parkinson ed un infarto avevano compromesso il suo stato di salute.